# شتايرمارك
ستيريا (بالألمانية: Steiermark) (شتايَرمارك) هي ولاية تقع في جنوب شرق النمسا. وهي ثاني أكبر ولايات النمسا، حيث تبلغ مساحتها 16.388 كم2. عاصمتها مدينة غراتس.
تقع ولاية ستيريا بالقرب من سلوفينيا، بالإضافة إلى ولايات نمساوية أخرى هي: النمسا العليا، والنمسا السفلى، وسالتسبرغ، وبورغنلاند، وكارينثيا. يبلغ عدد سكانها 1,252,922 نسمة (يناير 2022). وفي 2001 كان عدد السكان 1,183,303.

## المقاطعات
- بروك أن دير مور Bruck an der Mur
- دويتشلاندسبيرغ Deutschlandsberg
- فيلدباخ Feldbach
- فورستينفيلد Fürstenfeld
- غراتس Graz
- منطقة غراز Graz-Umgebung
- هارتبيرغ Hartberg
- يودينبيرغ Judenburg
- كنيتلفلد Knittelfeld
- لايبنيتز Leibnitz
- ليوبن Leoben
- ليتسن Lieze
- مورزشلاغ Mürzzuschlag
- موراو Murau
- رادكيرسبورغ Radkersburg
- فويتسبيرغ Voitsberg
- فايتس Weiz

## أكبر المدن والقرى
| المدينة/القرية   | المقاطعة        | عدد السكان (2023) |
| ---------------- | --------------- | ----------------- |
| غراتس            | غراتس           | 298,479           |
| ليوبن            | ليوبين          | 25,140            |
| كابفنرج          | بروك-ميورزوشلاج | 22,182            |
| بروك آن دير مور  | بروك-ميورزوشلاج | 15,970            |
| فيلدباخ          | سودوستستيرمارك  | 13,421            |
| لايبنيتز         | لايبنيتز        | 13,014            |
| كنيتلفيلد        | مورتال          | 12,781            |
| جراتوين-شتراسنجل | غراتس-أومجيبونج | 12,770            |
| سيرسبيرج بيركا   | غراتس-أومجيبونج | 12,112            |

## الاقتصاد
بلغ الناتج المحلي الإجمالي للولاية 49.6 مليار يورو في عام 2018، وهو ما يمثل 12.9٪ من الناتج الإجمالي للنمسا.
في عام 2004، حققت شتايرمارك أقوى معدل نمو اقتصادي في النمسا بنسبة 3.8% - ويرجع ذلك بشكل أساسي إلى منطقة غراتس التي شهدت نمواً اقتصادياً قوياً في ذلك العام واستمرت في النمو من الناحية الاقتصادية والسكانية منذ ذلك الحين.
تعد شتايرمارك موطنًا لأكثر من 150 شركة تعمل في مجال التكنولوجيا النظيفة، منها 12 شركة رائدة في مجال التكنولوجيا على مستوى العالم في مجالها. يبلغ إجمالي إيرادات شركات التكنولوجيا النظيفة في شتايرمارك 2.7 مليار يورو. وهذا يعادل 8 في المائة من الناتج الإقليمي الإجمالي للنمسا.

## فورمولا 1
يقام سباق جائزة النمسا الكبرى للفورمولا 1 في شتايرمارك، المرة الأولى التي أقيم فيها السباق كانت في مطار زيلتويج في عام 1964 ثم في أوستيريتشرينج من عام 1970 إلى عام 1987. ثم غيرت العلامة التجارية لتصبح A1-Ring من عام 1997 إلى 2003، ولاحقاً غير اسم مضمار أوستيريتشرينج إلى حلبة ريد بل.

## توأمة
لشتايرمارك اتفاقيات توأمة مع:
- تاينان

## أعلام
- إديث كرامر
- فارس رحومة
- كورت ستوكر
- أنيتا فاغنر

## وصلات خارجية
- الموقع الرسمي